# Lil Tecca
Pour les articles homonymes, voir Sharpe.
Lil Tecca, de son vrai nom Tyler-Justin Anthony Sharpe, né le 26 août 2002 dans le borough new-yorkais du Queens, est un rappeur et chanteur américain d’origine jamaïcaine, principalement connu pour son single Ransom sorti au printemps 2019.

## Biographie

### Vie privée
Lil Tecca naît le 26 août 2002 dans une famille jamaïcaine. Natif du Queens, Lil Tecca grandit dans le quartier de Springfield Gardens, avant d'emménager dans le village de Cedarhurst à l'âge de 12-13 ans.
Lil Tecca fait ses premiers pas dans la musique alors qu'il joue à Call of Duty et chahute avec son ami sur le Xbox Live. L'idée lui vient d'enregistrer un diss track contre son ami, ainsi il apprend à se servir d'Audacity, s'enregistre et poste la chanson sur la plateforme SoundCloud.

### Ransom et succès
En 2018, Lil Tecca poste ses premiers titres sur Internet, et attire l'attention du producteur Taz Taylor, fondateur du collectif Internet Money. Lil Tecca, accompagné de son manager Giuseppe Zappala, s'envole immédiatement vers la Californie rencontrer le collectif et, lors d'une session studio, y enregistre Ransom.
Le 22 mai 2019 sort Ransom sur la chaîne YouTube Lyrical Lemonade, tenu par le réalisateur de clips hip-hop Cole Bennett (en), dont les réalisations ont aidé des jeunes artistes comme Lil Pump, Lil Xan ou Ski Mask the Slump God à atteindre le succès. Ransom rentre directement à la 93e place du Billboard Hot 100 la semaine du 15 juin, et rencontre un succès croissant semaine après semaine jusqu'à atteindre la 4e place du Billboard Hot 100 et la 1re place du Top streaming américain, mettant par la même occasion fin au règne record de vingt semaines de Old Town Road du rappeur Lil Nas X. Ransom décroche également le record de la chanson restée la plus longtemps numéro 1, c'est-à-dire 86 jours, sur la plateforme SoundCloud.
Le 30 août 2019, Lil Tecca sort son premier projet, une mixtape intitulée We Love You Tecca ; laquelle se place à la 1re place du Top R&B/Hip-Hop Albums. Le projet est certifié disque de platine en septembre 2020.
Le 30 janvier 2020, The Kid Laroi sort le single Diva, sur lequel figure Lil Tecca en featuring.
Le 18 septembre 2020, Lil Tecca sort son premier album studio Virgo World.

## Discographie

### Albums studio
- 2020 - Virgo World (Galactic Records / Republic Records)
- 2023 - Tec (Galactic Records / Republic Records)
- 2024 - Plan A (Galactic Records / Republic Records)
- 2025 - Dopamine (Galactic Records / Republic Records)

### Mixtapes
- 2019 : We Love You Tecca (Republic Records)
- 2021 : We Love You Tecca 2 (Galactic Records / Republic Records)